# Jean Patel
Jean Patel est un médecin et chirurgien français né le 21 juin 1900 à Nantes et mort le 10 juillet 1968 à Suresnes.

## Biographie
Jean Edmond Ernest Patel est le fils de Marie Joseph Antoine Gabriel Alphonse Patel, inspecteur de la Compagnie des chemins de fer de Paris à Lyon et à la Méditerranée (PLM), et petite-fils du général Jean Constant Edmond Renouard. Gendre du Dr Ernest de Massary, il est le père des chirurgiens Jean-Claude et Alain Patel.
Membre de l'Académie nationale de médecine, il est secrétaire général (1959-1964) puis président (1965) de l'Académie nationale de chirurgie.